# Pistola Howdah
La pistola Howdah è un'arma da fuoco portatile del tipo pistola multi-canna, a prima vista non molto dissimile da una doppietta con calcio di pistola, di grosso calibro (armi). Venne sviluppata dagli armaioli dell'Impero britannico nella seconda metà del XIX secolo, restando in uso sin quasi alla metà del XX, quale arma di difesa contro i grossi felidi (tigri e leoni) per l'equipaggio del Howdah, la lettiga posta sul dorso degli elefanti nel subcontinente indiano.